# Лапануз
Лапану́з (фр. Lapanouse, окс. La Panosa) — коммуна во Франции, находится в регионе Окситания. Департамент — Аверон. Входит в состав кантона Северак-ле-Шато. Округ коммуны — Мийо.
Код INSEE коммуны — 12123.
Коммуна расположена приблизительно в 510 км к югу от Парижа, в 155 км северо-восточнее Тулузы, в 37 км к востоку от Родеза.

## Население
Население коммуны на 2008 год составляло 750 человек.
| 1962 | 1968 | 1975 | 1982 | 1990 | 1999 | 2008 |
| ---- | ---- | ---- | ---- | ---- | ---- | ---- |
| 478  | 517  | 577  | 663  | 709  | 692  | 750  |

## Экономика
В 2007 году среди 474 человек в трудоспособном возрасте (15—64 лет) 349 были экономически активными, 125 — неактивными (показатель активности — 73,6 %, в 1999 году было 71,3 %). Из 349 активных работали 330 человек (173 мужчины и 157 женщин), безработных было 19 (6 мужчин и 13 женщин). Среди 125 неактивных 44 человека были учениками или студентами, 61 — пенсионерами, 20 были неактивными по другим причинам.

## Достопримечательности
- Романская церковь IX века. Памятник истории с 1927 года[3]
- Замок Лупьяк[фр.] (XVI век). Памятник истории с 1928 года[4]